# Пушкарёв переулок
Пушкарёв переу́лок (до 1907 года — Су́мников переу́лок, в 1945—1993 годах — у́лица Хмелёва) — переулок в Центральном административном округе Москвы (Мещанский район) между Трубной улицей и Сретенкой.

## Происхождение названия
Название появилось по слободе Пушкари, где в XVII веке жили пушкари, затинщики (артиллеристы) и пушечники (литейщики, производственники). В XVIII веке переулок назывался Сумников (вероятно, по фамилии домовладельца), но исконное название продолжало употребляться и в 1907 году было утверждено официально городской Думой.
В 1945—1993 годах переулок носил название — улица Хмелёва, в память об актёре и режиссёре, народном артисте СССР Н. П. Хмелёве (1901—1945), основателя театра-студии, которая находилась в этом переулке (в 1937 году студия влилась в театр им. М. Н. Ермоловой, где художественным руководителем стал Хмелёв).

## Здания и сооружения
По нечётной стороне:
- № 5 — центр современного искусства «М’АРС»
- № 11 — доходный дом 1910-х годов, объект культурного наследия[2]
- № 15 — во дворе дома установлена бронзовая композиция, изображающая семью.
- № 17 — доходный дом Каткова (1912, архитектор К. Л. Розенкампф)[1].
- № 21 — жилой дом (1913-1926 годы) с филилом театра имени Владимира Маяковского.

По чётной стороне:
- № 6 — доходный дом (1911, архитектор Г. А. Гельрих)[1].
- № 8 — жилой дом (конец 1920-х — начало 1930-х годов)[3].
- № 10 — доходный дом (1912, архитектор Н. Д. Поликарпов)[1].
- № 12 — Доходный дом (1913, архитектор О. Г. Пиотрович). Здание было снесено в 2018 году[4].
- № 18 — доходный дом (1913, архитектор В. Д. Глазов, И. Г. Наседкин).